# بازگشت از شوروی
بازگشت از شوروی (به فرانسوی: Retour de l'U.R.S.S.) نام یک کتاب ادبی است که توسط آندره ژید، نویسندهٔ اهل فرانسه، نوشته شده‌است. این کتاب یکی از آثار مشهور ادبی جهان است.